# Gäddarpa sjö
Gäddarpa sjö är en sjö i Marks kommun i Västergötland och ingår i Viskans huvudavrinningsområde.